# Hszü Ji-fan
Hszü Ji-fan (egyszerűsített kínai írással: 徐一璠, pinjin: Xú Yīfán, a nemzetközi szakirodalomban: Xu Yifan), (Tiencsin (Tiānjīn), 1988. augusztus 8. –) kínai hivatásos teniszezőnő, olimpikon.
2005-ben kezdte profi pályafutását. Elsősorban párosban eredményes. Egyéniben WTA-tornát még nem nyert, párosban 14 tornagyőzelemmel rendelkezik. Emellett egyéniben 1 ITF-, párosban 1 WTA 125K- és 21 ITF-versenyen szerezte meg a végső győzelmet. Legjobb egyéni világranglista-helyezése a 148. hely, ezt 2015. július 13-án érte el, párosban a legjobbjaként 2020. január 13-án a 7. helyre került.
A Grand Slam-tornákon egyéniben eddig csak egyszer sikerült a főtáblára jutnia, 2015-ben Wimbledonban, ahol az 1. körben búcsúzott. Párosban döntőt játszott 2019-ben Wimbledonban és a 2020-as US Openen, vegyes párosban döntős volt a 2023-as wimbledoni teniszbajnokságon.
Női párosban részt vett a 2016-os Rio de Janeiro-i olimpián.
2018-ban Jang Csao-hszüan partnereként megnyerte az Ázsia-játékok női páros versenyét, ahol a döntőben a Csan Jung-zsan−Csan Hao-csing tajvani páros ellen győztek.
2018-ban Gabriela Dabrowski partnereként kvalifikálta magát a WTA Finals női páros versenyébe.

## Pályafutása
Hatéves korában kezdett el teniszezni. 2004-ben szerepelt először ITF-tornán. Első páros ITF-tornagyőzelmét 2006-ban szerezte. WTA-torna főtáblájára a kvalifikációból először 2007-ben jutott fel, a China Openen az 1. körben esett ki. Első WTA páros győzelmét 2013. szeptemberben aratta a Korea Openen. 2014-ben szerezte eddigi egyetlen ITF tornagyőzelmét egyéniben.
Grand Slam-tornán párosban először a 2014-es wimbledoni teniszbajnokság selejtezőjében indult, ahol a kvalifikáció 2. körében esett ki. A 2014-es US Openen azonban már a negyeddöntőig jutott. 2016-ban a török İpek Soyluval párban megnyerte a WTA Elite Trophy tornát. 2017 óta játszik Gabriela Dabrowskival. 2017 áprilisban megnyerték a Miami Premier Mandatory tornát, majd három Premier tornán végeztek az első helyen, a Connecticut Openen, 2018. januárban az Apia International Sydney tornán, júniusban az Eastbourne International tornán, majd októberben a döntőbe jutottak a Premier Mandatory kategóriájú China Openen. 2018-as eredményeik alapján a párosuk a világranglista 4. helyére, Hszü Ji-fan a Top10-be, a 9. helyre került a páros versenyzők között.

## Grand Slam döntői

### Páros

#### Elveszített döntők (2)
| Év   | Bajnokság | Borítás | Partner            | Ellenfél                        | Eredmény |
| ---- | --------- | ------- | ------------------ | ------------------------------- | -------- |
| 2019 | Wimbledon | Fű      | Gabriela Dabrowski | Hszie Su-vej Barbora Strýcová   | 2–6, 4–6 |
| 2020 | US Open   | Kemény  | Nicole Melichar    | Laura Siegemund Vera Zvonarjova | 4–6, 4–6 |

## WTA döntői

### Páros

#### Győzelmei (14)
| Összesítés            |                              |
| Grand Slam-torna (0)  |                              |
| Premier Mandatory (1) | WTA 1000 (kötelező)* (1)     |
| Premier Five (0)      | WTA 1000 (nem kötelező)* (0) |
| Premier (5)           | WTA 500* (1)                 |
| International (3)     | WTA 250* (2)                 |
| WTA Finals (0)        |                              |
| WTA Elite Trophy (1)  |                              |

*2021-től megváltozott a tornák kategóriáinak elnevezése.
| No. | Dátum                | Torna                                                         | Borítás    | Partner            | Ellenfelek a döntőben                          | Eredmény            | Megj.     |
| --- | -------------------- | ------------------------------------------------------------- | ---------- | ------------------ | ---------------------------------------------- | ------------------- | --------- |
| 1.  | 2013. szeptember 22. | KDB Korea Open, Szöul, Dél-Korea                              | Kemény     | Csan Csin-vej      | Raquel Kops-Jones Abigail Spears               | 7–5, 6–3            |           |
| 2.  | 2015. augusztus 9.   | Bank of the West Classic, Stanford, Amerikai Egyesült Államok | Kemény     | Cseng Szaj-szaj    | Anabel Medina Garrigues Arantxa Parra Santonja | 6–1, 6–3            |           |
| 3.  | 2015. október 18.    | Tianjin Open, Tiencsin, Kína                                  | Kemény     | Cseng Szaj-szaj    | Darija Jurak Nicole Melichar                   | 6–2, 3–6, [10–8]    |           |
| 4.  | 2016. november 6.    | WTA Elite Trophy, Csuhaj, Kína                                | Kemény (f) | İpek Soylu         | Jang Csao-hszüan Ju Hsziao-ti                  | 6–4, 3–6, [10–7]    | részletek |
| 5.  | 2017. április 2.     | Miami Open, Miami, Amerikai Egyesült Államok                  | Kemény     | Gabriela Dabrowski | Szánija Mirza Barbora Strýcová                 | 6–4, 6–3            |           |
| 6.  | 2017. augusztus 26.  | Connecticut Open, Connecticut, Amerikai Egyesült Államok      | Kemény     | Gabriela Dabrowski | Ashleigh Barty Casey Dellacqua                 | 3-6, 6-3, [10-8]    |           |
| 7.  | 2018. január 12.     | Apia International Sydney, Sydney, Ausztrália                 | Kemény     | Gabriela Dabrowski | Latisha Chan Andrea Sestini Hlaváčková         | 6-3, 6-1            |           |
| 8.  | 2018. június 30.     | Eastbourne International, Eastbourne, Egyesült Királyság      | Fű         | Gabriela Dabrowski | Irina-Camelia Begu Mihaela Buzărnescu          | 6-3, 7-5            |           |
| 9.  | 2019. május 25.      | Nürnberger Versicherungscup, Nürnberg                         | Salak      | Gabriela Dabrowski | Sharon Fichman Nicole Melichar                 | 4–6, 7–6(5), [10–5] |           |
| 10. | 2020. január 17.     | Adelaide International, Adelaide, Ausztrália                  | Kemény     | Nicole Melichar    | Gabriela Dabrowski Darija Jurak                | 2–6, 7–5, [10–5]    |           |
| 11. | 2022. március 19.    | Indian Wells Masters, Indian Wells, USA                       | Kemény     | Jang Csao-hszüan   | Asia Muhammad Sibahara Ena                     | 7–5, 7–6(4)         |           |
| 12. | 2022. augusztus 7.   | Silicon Valley Classic, San José, USA                         | Kemény     | Jang Csao-hszüan   | Aojama Súko Csan Hao-csing                     | 7–5, 6–0            |           |
| 13. | 2023. május 27.      | Internationaux de Strasbourg, Strasbourg, Franciaország       | Salak      | Jang Csao-hszüan   | Desirae Krawczyk Giuliana Olmos                | 6–3, 6–2            |           |
| 14. | 2024. augusztus 25.  | Tennis in the Land, Cleveland, Ohio, USA                      | Kemény     | Cristina Bucșa     | Aojama Súko Hozumi Eri                         | 3–6, 6–3, [10–6]    |           |

#### Elveszített döntői (10)
|     | Dátum                | Torna                                                                | Borítás | Partner            | Ellenfelek a döntőben                      | Eredmény a döntőben |
| 1.  | 2007. szeptember 23. | China Open                                                           | Kemény  | Han Hszin-jün      | Csuang Csia-zsung Hszie Su-vej             | 6–7(3), 3–6         |
| 2.  | 2008. szeptember 28. | China Open                                                           | Kemény  | Han Hszin-jün      | Anabel Medina Garrigues Caroline Wozniacki | 1–6, 3–6            |
| 3.  | 2016. január 9.      | Shenzhen Open                                                        | Kemény  | Cseng Szaj-szaj    | Vania King Monica Niculescu                | 1–6, 4–6            |
| 4.  | 2016. október 16.    | Tianjin Open                                                         | Kemény  | Magda Linette      | Christina McHale Peng Suaj                 | 6–7(8), 0–6         |
| 5.  | 2018. október 6.     | China Open                                                           | Kemény  | Gabriela Dabrowski | Andrea Sestini Hlaváčková Barbora Strýcová | 6–4, 4–6, [8–10]    |
| 6.  | 2018. október 6.     | Mutua Madrid Open, Madrid                                            | Salak   | Gabriela Dabrowski | Hszie Su-vej Barbora Strýcová              | 3–6, 1–6            |
| 7.  | 2019. július 14.     | Wimbledon, London, Egyesült Királyság                                | Fű      | Gabriela Dabrowski | Hszie Su-vej Barbora Strýcová              | 2–6, 4–6            |
| 8.  | 2020. augusztus 29.  | Cincinnati Open, New York, Amerikai Egyesült Államok                 | Kemény  | Nicole Melichar    | Květa Peschke Demi Schuurs                 | 1–6, 6–4, [4–10]    |
| 9.  | 2020. szeptember 11. | US Open, New York, Amerikai Egyesült Államok                         | Kemény  | Nicole Melichar    | Laura Siegemund Vera Zvonarjova            | 4–6, 4–6            |
| 10. | 2021. március 13.    | Dubai Duty Free Tennis Championships, Dubaj, Egyesült Arab Emírségek | Kemény  | Jang Csao-hszüan   | Alexa Guarachi Darija Jurak                | 0–6, 3–6            |

## WTA 125K döntői

### Páros

#### Győzelmei (1)
| No. | Dátum             | Torna         | Borítás | Partner     | Ellenfél                      | Eredmény |
| --- | ----------------- | ------------- | ------- | ----------- | ----------------------------- | -------- |
| 1.  | 2013. november 3. | Nanking, Kína | Kemény  | Doi Miszaki | Csang Suaj Jaroszlava Svedova | 6–1, 6–4 |

#### Elveszített döntői (1)
| No. | Dátum            | Torna                                                     | Borítás | Partner       | Ellenfél                         | Eredmény    |
| --- | ---------------- | --------------------------------------------------------- | ------- | ------------- | -------------------------------- | ----------- |
| 1.  | 2014. július 27. | Jiangxi International Women’s Tennis Open, Nancsang, Kína | Kemény  | Csan Csin-vej | Junri Namagata Csuang Csia-zsung | 6–7(4), 3–6 |

## ITF döntői

### Egyéni: 6 (1–5)
| Díjazás        |
| -------------- |
| $100,000 torna |
| $75,000 torna  |
| $50,000 torna  |
| $25,000 torna  |
| $15,000 torna  |
| $10,000 torna  |

| Eredmény | No. | Dátum             | Torna               | Borítás    | Ellenfél         | Eredmény      |
| -------- | --- | ----------------- | ------------------- | ---------- | ---------------- | ------------- |
| Döntős   | 1.  | 2007. május 13.   | Csengtu, Kína       | Kemény     | Csang Suaj       | 2–6, 3–6      |
| Döntős   | 2.  | 2010. április 25. | Changwon, Dél-Korea | Kemény     | Lee Jin-a        | 6–3, 4–6, 2–6 |
| Döntős   | 3.  | 2010. május 23.   | Karuizawa, Japán    | Szőnyeg    | Natsumi Hamamura | 1–6, 2–6      |
| Győztes  | 1.  | 2014. április 27. | Nanning, Kína       | Kemény     | Csan Jung-zsan   | 6–3, 7–6(1)   |
| Döntős   | 4.  | 2014. június 1.   | Csengcsou, Kína     | Kemény     | Csang Kaj-lin    | 5–7, 4–6      |
| Döntős   | 5.  | 2014. július 19.  | Phuket, Thaiföld    | Kemény (f) | Vang Ja-fan      | 6–3, 2–6, 5–7 |

### Páros: 33 (21–12)
| Eredmény | No. | Dátum              | Torna                                         | Borítás | Partner           | Ellenfelek                           | Eredmény            |
| -------- | --- | ------------------ | --------------------------------------------- | ------- | ----------------- | ------------------------------------ | ------------------- |
| Győztes  | 1.  | 2006. május 13.    | Tarakan, Indonézia                            | Kemény  | Hszia Huan        | Sandy Gumulya Septi Mende            | 6–2, 6–7(3), 7–6(5) |
| Döntős   | 1.  | 2006. július 30.   | Csengtu, Kína                                 | Kemény  | Hszia Huan        | Zsen Csing Csang Suaj                | 4–6, 2–6            |
| Döntős   | 2.  | 6 August 2006      | Csangsa, Kína                                 | Kemény  | Hszia Huan        | Csen Jen-csung Liu Van-ting          | 3–6, 3–6            |
| Döntős   | 3.  | 2007. május 12.    | Csengtu, Kína                                 | Kemény  | Lei Huang         | Szung San-san Hszie Jen-ce           | 3–6, 5–7            |
| Győztes  | 2.  | 2007. június 8.    | Csangsa, Kína                                 | Kemény  | Lei Huang         | Csan Csin-vej Kumiko Iijima          | 6–3, 6–4            |
| Győztes  | 3.  | 16 June 2007       | Kanton, Kína                                  | Kemény  | Lei Huang         | Csen Jen-csung Csou Ji-miao          | 6–2, 7–6(4)         |
| Döntős   | 4.  | 2007. november 18. | Kunming, Kína                                 | Kemény  | Han Hszin-jün     | Urszula Radwańska Yanina Wickmayer   | 4–6, 1–6            |
| Győztes  | 4.  | 2007. december 2.  | Hsziamen, Kína                                | Kemény  | Han Hszin-jün     | Csi Csun-mej Szun Seng-nan           | 6–4, 7–5            |
| Győztes  | 5.  | 2008. május 16.    | Caserta, Olaszország                          | Salak   | Han Hszin-jün     | Sophie Ferguson Christina Wheeler    | 4–6, 6–4, [10–8]    |
| Döntős   | 5.  | 2008. június 28.   | Périgueux, Franciaország                      | Salak   | Han Hszin-jün     | Anna-Lena Grönefeld İpek Şenoğlu     | 3–6, 4–6            |
| Döntős   | 6.  | 2009. február 6.   | Burnie, Ausztrália                            | Kemény  | Csou Ji-miao      | Monique Adamczak Abigail Spears      | 2–6, 4–6            |
| Győztes  | 6.  | 2009. június 7.    | Komoro, Japán                                 | Salak   | Csang Suaj        | Ayumi Oka Varatchaya Wongteanchai    | 6–2, 6–1            |
| Győztes  | 7.  | 2010. január 15.   | Pingkuo, Kína                                 | Kemény  | Csan Csin-vej     | Csi Csun-mej Liu Van-ting            | 6–3, 6–1            |
| Győztes  | 8.  | 2010. február 21.  | Surprise, Arizona, Egyesült Államok           | Kemény  | Csi Csun-mej      | Christina Fusano Courtney Nagle      | 5–7, 6–2, [10–5]    |
| Győztes  | 9.  | 2010. március 6.   | Hammond, Louisiana, Egyesült Államok          | Kemény  | Csou Ji-miao      | Christina Fusano Courtney Nagle      | 6–2, 6–2            |
| Győztes  | 10. | 2010. március 14.  | Clearwater, Florida, Egyesült Államok         | Kemény  | Csou Ji-miao      | Alina Zsidkova Laura Siegemund       | 6–4, 6–4            |
| Győztes  | 11. | 2010. május 16.    | Kurume, Japán                                 | Fű      | Szun Seng-nan     | Karolína Plíšková Kristýna Plíšková  | 6–0, 6–3            |
| Döntős   | 7.  | 2010. május 23.    | Karuizawa, Japán                              | Szőnyeg | Szun Seng-nan     | Ayumi Oka Akiko Yonemura             | 6–7(1), 3–6         |
| Győztes  | 12. | 2010. július 9.    | Fucsou, Kína                                  | Kemény  | Liu Sao-cso       | Kao Shao-yuan Ayaka Maekawa          | 3–6, 6–1, [10–2]    |
| Döntős   | 8.  | 2011. október 16.  | Kalgoorlie, Ausztrália                        | Kemény  | Csang Kaj-lin     | Casey Dellacqua Olivia Rogowska      | 1–6, 1–6            |
| Döntős   | 9.  | 2012. április 15.  | Wenshan, Kína                                 | Kemény  | Liu Van-ting      | Hszie Su-jing Hszie Su-vej           | 3–6, 2–6            |
| Győztes  | 13. | 2012. május 21.    | Changwon, Dél-Korea                           | Kemény  | Liu Van-ting      | Jang Csao-hszüan Csang Kaj-lin       | 6–4, 7–5            |
| Győztes  | 14. | 2012. május 21.    | Gimcheon, Dél-Korea                           | Kemény  | Hu Jüe-jüe        | Liang Csen Szun Seng-nan             | 6–0, 3–6, [10–7]    |
| Döntős   | 10. | 2012. július 9.    | Yakima, Washington, Egyesült Államok          | Kemény  | Csou Ji-miao      | Samantha Crawford Madison Keys       | 3–6, 6–2, 3–6       |
| Győztes  | 15. | 2012. július 16.   | Evansville, Indiana, Egyesült Államok         | Kemény  | Tuan Jing-jing    | Mallory Burdette Natalie Pluskota    | 6–2, 6–3            |
| Győztes  | 16. | 2012. július 29.   | Lexington, Kentucky, Egyesült Államok         | Kemény  | Aojama Súko       | Julia Glushko Olivia Rogowska        | 7–5 6–7(7), [10–4]  |
| Döntős   | 11. | 2013. február 18.  | Surprise, Arizona, Egyesült Államok           | Kemény  | Emily J. Harman   | Samantha Crawford Sachia Vickery     | 3–6, 6–3, [7–10]    |
| Döntős   | 12. | 2013. május 13.    | Balikpapan, Indonézia                         | Kemény  | Csen Ji           | Naomi Broady Teodora Mirčić          | 3–6, 3–6            |
| Győztes  | 17. | 2014. február 16.  | Rancho Santa Fe, Kalifornia, Egyesült Államok | Kemény  | Samantha Crawford | Danielle Lao Keri Wong               | 3–6, 6–2, [12–10]   |
| Győztes  | 18. | 2014. március 3.   | Csüancsou, Kína                               | Kemény  | Csan Csin-vej     | Szun Ce-jüe Hszü Si-lin              | 7–6(4), 6–1         |
| Győztes  | 19. | 2015. április 27.  | Gifu, Japán                                   | Kemény  | Vang Ja-fan       | An-Sophie Mestach Emily Webley-Smith | 6–2, 6–3            |
| Győztes  | 20. | 2015. május 8.     | Anning, Kína                                  | Kemény  | Cseng Szaj-szaj   | Jang Csao-hszüan Je Csiu-jü          | 7–5, 6–2            |
| Győztes  | 21. | 2015. június 21.   | Ilkley, Egyesült Királyság                    | Fű      | Raluca Olaru      | An-Sophie Mestach Demi Schuurs       | 6–3, 6–4            |

## Eredményei Grand Slam-tornákon

### Páros
| Grand Slam | Australian Open                | Australian Open                          | Roland Garros                  | Roland Garros                       | Wimbledon                   | Wimbledon                          | US Open                        | US Open                              |
| Év         | Eredmény Partner               | Utolsó ellenfél                          | Eredmény Partner               | Utolsó ellenfél                     | Eredmény Partner            | Utolsó ellenfél                    | Eredmény Partner               | Utolsó ellenfél                      |
| 2014       | −                              | −                                        | −                              | −                                   | Selejtező (Q2)              | Selejtező (Q2)                     | Negyeddöntő Zarina Dias        | Cara Black Szánija Mirza             |
| 2015       | 1. kör Peng Suaj               | K Date-Krumm Casey Dellacqua             | 2. kör Zarina Dias             | Anastasia Rodionova Arina Rodionova | 1. kör Tereza Smitková      | Caroline Garcia Katarina Srebotnik | 1. kör Zarina Dias             | Vania King Cseng Szaj-szaj           |
| 2016       | Elődöntő Cseng Szaj-szaj       | Andrea Sestini Hlaváčková Lucie Hradecká | Negyeddöntő Cseng Szaj-szaj    | M Gaszparjan Sz Kuznyecova          | 1. kör Cseng Szaj-szaj      | Darija Jurak Anastasia Rodionova   | 3. kör Cseng Szaj-szaj         | Martina Hingis Coco Vandeweghe       |
| 2017       | Negyeddöntő Raquel Atawo       | B Mattek-Sands Lucie Šafářová            | 3. kör Gabriela Dabrowski      | Raluca Olaru Olha Szavcsuk          | 1. kör Gabriela Dabrowski   | Elise Mertens Demi Schuurs         | Negyeddöntő Gabriela Dabrowski | Lucie Šafářová Barbora Strýcová      |
| 2018       | Negyeddöntő Gabriela Dabrowski | J Makarova J Vesznyina                   | 3. kör Gabriela Dabrowski      | Eri Hozumi Makoto Ninomiya          | Elődöntő Gabriela Dabrowski | Nicole Melichar Květa Peschke      | 2. kör Gabriela Dabrowski      | Samantha Stosur Csang Suaj           |
| 2019       | 1. kör Gabriela Dabrowski      | Barbora Strýcová M Vondroušová           | Negyeddöntő Gabriela Dabrowski | Tuan jing-jing Cseng Szaj-szaj      | Döntő Gabriela Dabrowski    | Hszie Su-vej Barbora Strýcová      | Negyeddöntő Gabriela Dabrowski | Viktória Kužmová A Szasznovics       |
| 2020       | 1. kör Nicole Melichar         | Jennifer Brady Caroline Dolehide         | –                              | –                                   | elmaradt                    | elmaradt                           | Döntő Nicole Melichar          | Laura Siegemund Vera Zvonarjova      |
| 2021       | 2. kör Jang Csao-hszüan        | Anna Kalinszkaja Viktória Kužmová        | 2. kör Csang Suaj              | Karolína Plíšková Kristýna Plíšková | –                           | –                                  | –                              | –                                    |
| 2022       | 3. kör Jang Csao-hszüan        | V Kugyermetova Elise Mertens             | Negyeddöntő Jang Csao-hszüan   | Caroline Garcia Kristina Mladenovic | 3. kör Jang Csao-hszüan     | Alexa Guarachi Andreja Klepač      | 3. kör Jang Csao-hszüan        | Caroline Dolehide Storm Sanders      |
| 2023       | –                              | –                                        | 3. kör Jang Csao-hszüan        | Nicole Melichar Ellen Perez         | 1. kör Anna Danilina        | Naiktha Bains Maia Lumsden         | 1. kör Tereza Mihalíková       | Barbora Strýcová Markéta Vondroušová |
| 2024       | 1. kör Tereza Mihalíková       | B Haddad Maia Taylor Townsend            | 1. kör Anna Danilina           | Cori Gauff Kateřina Siniaková       | 2. kör Anna Danilina        | Cori Gauff Jessica Pegula          | 1. kör Cristina Bucșa          | Mirra Andrejeva A Pavljucsenkova     |
| 2025       | 2. kör Jang Csao-hszüan        | Hszie Su-vej Jeļena Ostapenko            | 1. kör Anhelina Kalinyina      | Babos Tímea Luisa Stefani           | 1. kör Jang Csao-hszüan     | Ljudmila Kicsenok Ellen Perez      |                                |                                      |

## Év végi világranglista-helyezései
| Év     | 2005 | 2006 | 2007 | 2008 | 2009 | 2010 | 2011 | 2012 | 2013 | 2014 | 2015 | 2016 | 2017 | 2018  | 2019 | 2020 | 2021 | 2022 | 2023 | 2024 |
| Egyéni | 850. | 423. | 357. | 297. | 402. | 277. | 313. | 261. | 350. | 182. | 205. | 421. | 667. | 1170. | –    | –    | –    | –    | –    | –    |
| Páros  | –    | 352. | 124. | 92.  | 226. | 121. | 148. | 151. | 99.  | 75.  | 49.  | 20.  | 16.  | 12.   | 8.   | 9.   | 37.  | 15.  | 55.  | 43.  |